# 弗朗西斯科·博爾佐尼
弗朗西斯科·博爾佐尼（義大利語：Francesco Bolzoni；1989年5月7日—）是一位意大利足球運動員。在場上的位置是中場。他現在效力於意大利足球甲級聯賽球隊巴勒莫足球俱樂部。他也代表意大利U21國家隊參賽。